# Maggie Roswell
Maggie Roswell (Los Angeles, 14 novembre 1952) è un'attrice e doppiatrice statunitense.

## Biografia
Maggie Roswell si è affermata durante gli anni ottanta nei film Pubblicitario offresi e Bella in rosa e nelle serie televisiva Mai dire sì, Masquerade ed Happy Days. Nella seconda metà degli anni ottanta recitò anche a teatro per la regia di Julia Sweeney. Raggiunse il successo nel 1989 quando entrò nel cast di doppiatori de I Simpson.
Iniziò dando la voce a una serie di personaggi minori e dalla seconda stagione fu la doppiatrice del personaggio ricorrente di Maude Flanders. Lasciò il cast nel 1999 dopo uno screzio con i produttori sul salario, per poi tornare a doppiare diversi personaggi de I Simpson nel 2002. Oltre a Maude Flaunders, Maggie Roswell ha doppiato numerosi altri personaggi ricorrenti o secondari, tra cui Helen Lovejoy, Miss Hoover e Luann Van Houten. Per le sue interpretazioni nella serie di Matt Groening la Roswell ottenne una candidatura al Premio Emmy e una all'Annie Award per il suo personaggio di Shary Bobbins, una parodia di Mary Poppins.
Maggie Roswell è sposata con Hal Rayle dal 1987 e la coppia ha avuto una figlia, Spenser Rayle.

## Filmografia parziale

### Cinema
- Pubblicitario offresi (Lost in America), regia di Albert Brooks (1985)
- Bella in rosa (Pretty in Pink), regia di Howard Deutch (1986)
- Fuga dal mondo dei sogni (Cool World), regia di Ralph Bakshi (1992)
- Linea di sangue (Switchback), regia di Jeb Stuart (1997)
- Silver City, regia di John Sayles (2004)

### Televisione
- Love, American Style - serie TV, 1 episodio (1973)
- M*A*S*H - serie TV, 1 episodio (1973)
- La famiglia Partridge - serie TV, 1 episodio (1973)
- Mork & Mindy - serie TV, 1 episodio (1981)
- Laverne & Shirley - serie TV, 1 episodio (1982)
- Mai dire sì - serie TV, 1 episodio (1983)
- Masquerade - serie TV, 1 episodio (1984)
- Happy Days - serie TV, 1 episodio (1984)
- Il mostro - serie TV, 2 episodi (1986)
- Love, American Style - serie TV, 2 episodi (1986-1987)
- Dynasty - serie TV, 1 episodio (1987)
- Due come noi - serie TV, 1 episodio (1988)
- Hunter - serie TV, 1 episodio (1989)
- L.A. Law - Avvocati a Los Angeles - serie TV, 1 episodio (1991)
- Paradise - serie TV, 1 episodio (1991)
- In viaggio nel tempo - serie TV, 1 episodio (1993)
- Murphy Brown - serie TV, 1 episodio (1993)

### Doppiaggio
- Fire and Ice - Fuoco e ghiaccio (Fire and Ice), regia di Ralph Bakshi (1983)
- Che papà Braccio di Ferro - serie TV, 13 episodi (1987)
- Yoghi e l'invasione degli orsi spaziali - film TV (1988)
- Il cucciolo Scooby-Doo - serie TV, 13 episodi (1988)
- I favolosi Tiny - serie TV, 1 episodio (1990)
- I Simpson - serie TV, 242 episodi (1990-2020)
- Fuga dal mondo dei sogni (Cool World), regia di Ralph Bakshi (1992)
- Si salvi chi può! Arriva Dennis - serie TV, 13 episodi (1993)
- Hubie all'inseguimento della pietra verde (The Pebble and the Penguin), regia di Don Bluth e Gary Goldman (1995)
- I Simpson - Il film (The Simpsons Movie), regia di David Silverman (2007)

## Doppiatrici italiane
In italiano Maggie Roswell è stata doppiata da:
- Antonella Alessandro ne I Simpson
- Paola Giannetti ne I Simpson
- Laura Boccanera ne I Simpson
- Silvia Pepitoni ne I Simpson
- Monica Migliori ne I Simpson
- Graziella Polesinanti ne I Simpson
- Carmen Iovine ne I Simpson e I Simpson - Il film
- Lorenza Biella ne I Simpson
- Maura Cenciarelli ne I Simpson
- Franca Lumachi ne I Simpson
- Francesca Guadagno ne I Simpson